# Trece Martires
Trece Martires is een stad in de Filipijnse provincie Cavite. Trece Martires was tot 1954 de hoofdstad van de provincie. Bij de laatste census in 2007 had de stad ruim 90 duizend inwoners.

## Geografie

### Bestuurlijke indeling
Trece Martires is onderverdeeld in de volgende 13 barangays:
| - Cabezas - Cabuco - De Ocampo - Lallana - San Agustin - Osorio - Conchu | - Perez - Aguado - Gregorio - Inocencio - Lapidario - Luciano |

## Demografie
Trece Martires had bij de census van 2007 een inwoneraantal van 90.177 mensen. Dit zijn 48.524 mensen (116,5%) meer dan bij de vorige census van 2000. De gemiddelde jaarlijkse groei komt daarmee uit op 11,24%, hetgeen hoger is dan het landelijk jaarlijks gemiddelde over deze periode (2,04%). Vergeleken met de census van 1995 is het aantal mensen met 69.726 (340,9%) toegenomen.

De bevolkingsdichtheid van Trece Martires was ten tijde van de laatste census, met 90.177 inwoners op 39,1 km², 2306,3 mensen per km².